# Acrochordus
Famille
Genre
Acrochordus est un genre de serpents, le seul de la famille des Acrochordidae.

## Répartition
Les 3 espèces de ce genre se rencontrent dans l'est de l'Asie du Sud, en Asie du Sud-Est, au Hainan et en Océanie.

## Liste des espèces
Selon The Reptile Database (26 juil. 2011) :
- Acrochordus arafurae McDowell, 1979
- Acrochordus granulatus (Schneider, 1799)
- Acrochordus javanicus Hornstedt, 1787

## Publications originales
- Bonaparte, 1831 : Saggio di una distribuzione metodica degli animali vertebrati. Antonio Boulzaler, Rome (texte intégral).
- Hornstedt, 1787 : Beschryving van een nieuwe slang van Java. Kungliga Svenska vetenskapsakademiens handlingar, vol. 4, p. 307.